# Me and Mr. Johnson
Me and Mr. Johnson es un álbum de estudio del músico británico Eric Clapton, publicado por la compañía discográfica Reprise Records el 23 de marzo de 2004. El álbum es un tributo al bluesman Robert Johnson. Originalmente, Clapton había pensado grabar un disco con nuevo material, pero durante las sesiones de grabación, aún no había compuesto suficientes canciones, por lo que él y su grupo comenzó a ensayar material de Johnson. Me and Mr. Johnson, que vendió más de dos millones de copias a nivel mundial y alcanzó el top 10 en más de quince países, incluyó una portada realizada por Peter Blake usando una serie de fotografías de Clapton. Un álbum paralelo titulado Sessions for Robert J fue publicado el 7 de diciembre de 2004, con diferentes versiones de cada canción del álbum original.

## Trasfondo
A comienzos de 2004, Eric Clapton comenzó a grabar un nuevo álbum con su colaborador habitual Simon Climie con varias canciones recién compuestas por el músico. Sin embargo, cuando entraron en el estudio, no tenían suficientes canciones finalizadas, por lo que Clapton sugirió que el grupo ensayase canciones del bluesman Robert Johnson. En solo dos semanas, Clapton, junto a un grupo integrado por Andy Fairweather Low, Billy Preston, Steve Gadd, Doyle Bramhall II y Nathan East, grabaron un álbum completo con versiones de temas de Johnson. Tanto Clapton como su discográfica se sintieron conformes con el trabajo, que fue publicado mientras el músico finalizaba otro trabajo con nuevo material, Back Home, lanzado en 2005.
En febrero de 2004, Clapton comentó en una entrevista sobre Me and Mr. Johnson: «Es una cosa remarcable haber estado influido durante toda mi vida por el trabajo de un hombre. E incluso aunque acepto que ha sido siempre la clave de mi fundación musical, me sentía yendo a la deriva. Estoy hablando, por supuesto, del trabajo de Robert Johnson. Hasta que escuché su música, todo lo que había escuchado parecía haber sido vestido para el escaparate de una tienda en algún lugar, así que cuando lo escuché por primera vez, era como si estuviese cantando solo para sí mismo, y de vez en cuando, para Dios. Al principio me daba miedo su intensidad, y solo podía tomarlo en pequeñas dosis. Luego acumulaba fuerzas y tomaba un poco más, pero realmente nunca pude escapar de él, y al final, me echó a perder para todo lo demás. Ahora, después de todos estos años, su música es como mi amigo más antiguo, siempre en la parte posterior de mi cabeza, y en el horizonte. Es la mejor música que he escuchado. Siempre he confiado en su pureza y seguiré haciéndolo».

## Recepción
Stephen Thomas Erlewine, crítico de Allmusic, comentó que Eric Clapton sonaba «muy confortable y relajado» en Me and Mr. Johnson «como si estuviera disfrutando haciendo música». Erlewine definió el álbum como «simplemente el disco más disfrutable que ha hecho desde From the Cradle, con la posible excepción de Riding with the King. En una comparación con otros álbumes de Clapton, Erlewine comntó: «En algunos aspectos, es un álbum mucho mejor que estos otros ya que no suena tan serio como ese affair de guitarras pesadas». La crítica termina aceptando el concepto y la producción del álbum: «Algunos podrían discrepar con esto, y otros pueden encontrar el álbum con una producción hábil. Es cierto, los discos de blues nunca deben presumir de un crédito para Pro Tools, como hace éste, pero es un tributo sentido que se encuentra entre los álbumes más agradables de Clapton». David Fricke, de la revista Rolling Stone, calificó el álbum con cuatro de cinco estrellas y comentó: «Clapton tiene diferentes rutas de acceso a la escuela del blues en este disco de versiones, pero lo hace con mutua fidelidad y honesto placer». Según Fricke, algunas canciones «tienen un coro candente en ella, para mostrar mejor el sucio swing de la banda de Clapton desde hace mucho tiempo». El periodista termina su reseña diciendo que «Clapton rinde homenaje a Johnson como compositor y sintetizador de dominio público». Por otra parte, a la revista Uncut le gustó el trabajo de fondo de la banda de estudio de Clapton, ya que parecen ser «un golpe auténtico y sin fondo» para las melodías de Johnson y dejan a Clapton suficiente espacio para tocar «devastadoras guitarras» y cantar «como un hombre que se ha enfrentado a más de unos pocos demonios».
Edna Gundersen, de USA Today, definió Me and Mr. Johnson un «homenaje al padrino el género musical en catorce versiones eléctricas de huellas acústicas que sentaron las bases para la explosión del rock en los 60» y calificó el álbum con tres estrellas y media de un total de cuatro. Robert Gauthier, de Entertainment Weekly, opinó que Me and Mr. Johnson «probablemente se convierta en un álbum de mesa de café» y notó que «Clapton suena revitalizado en estas catorce canciones del vendedor de almas Robert Johnson, con la flema en la garganta y el fuego (relativo) en su vientre». También le gustó el trabajo de Billy Preston en los teclados y calificó el álbum con una B+. Rob Webb, de BBC Music, escribió: «Clapton ya no es dios: ahora interpreta el papel de diablo. Para él tomar el catálogo de Johnson tiene mucho sentido. Con tanto lamento de guitarras eléctricas y de guitarras slide acústicas bajo el brazo, Eric corre a través de "When You Got a Good Friend", "Milkcow's Calf Blues", "Come On In My Kitchen" y una docena de melodías de Johnson de probada eficacia. Todas se desarrollan con sinceridad, amor y respecto. La grabación es tan clara como el agua y la voz de Clapton suena bien».
Cuando se anunció el lanzamiento de Me and Mr. Johnson, expertos de la revista Billboard concluyeron que el álbum vendería más de 100 000 copias en su primera semana en los Estados Unidos. De hecho, tras su publicación, Me and Mr. Johnson vendió 128 000 copias en su primera semana, alcanzando el puesto seis en la lista Billboard 200. El álbum alcanzó la misma posición en la lista Top Internet Albums y llegó al primer puesto en la lista de álbumes blues durante un total de once semanas. El 7 de julio de 2004, el álbum fue certificado disco de oro por la Recording Industry Association of America (RIAA) al haber vendido más de medio millón de copias en los Estados Unidos. Me and Mr. Johnson se mantuvo un total de dieciocho semanas en la lista Billboard 200 y vendió más de 700 000 copias en el país. A nivel general, Me and Mr. Johnson fue el 137.º álbum con mejores ventas y el 21º con mayores ventas en Internet durante 2004, mientras que al año siguiente fue el 5º álbum de blues con mejores ventas en Norteamérica. En Canada, el álbum llegó al tercer puesto de la lista Canadian Albums Chart, compliada por la revista Billboard, y fue galardonado con un disco de oro por la Canadian Recording Industry Association (CRIA) al vender más de 50 000 copias en el país. En Japón, el álbum alcanzó el puesto ocho en la lista Oricon y fue el 84.º álbum mejor vendido en el país en 2004. También fue certificado con un disco de oro por la Recording Industry Association of Japan (RIAJ) al vender más de 100 000 copias en el país. Por otra parte, en Corea del Sur vendió 2 500 copias y llegó al puesto siete en la lista de lanzamientos internacionales de Gaon.

## Lista de canciones
Todas las canciones escritas y compuestas por Robert Johnson. 
| N.º   | Título                                   | Duración |  |
| 1.    | «When You Got a Good Friend»             | 3:20     |  |
| 2.    | «Little Queen of Spades»                 | 5:01     |  |
| 3.    | «They're Red Hot»                        | 3:25     |  |
| 4.    | «Me and the Devil Blues»                 | 3:00     |  |
| 5.    | «Traveling Riverside Blues»              | 4:31     |  |
| 6.    | «Last Fair Deal Gone Down»               | 2:35     |  |
| 7.    | «Stop Breakin' Down Blues»               | 2:30     |  |
| 8.    | «Milkcow's Calf Blues»                   | 3:18     |  |
| 9.    | «Kind Hearted Woman Blues»               | 4:06     |  |
| 10.   | «Come on in My Kitchen»                  | 3:35     |  |
| 11.   | «If I Had Possession Over Judgement Day» | 3:27     |  |
| 12.   | «Love in Vain»                           | 4:02     |  |
| 13.   | «32-20 Blues»                            | 3:02     |  |
| 14.   | «Hell Hound on My Trail»                 | 3:51     |  |
| 49:31 |                                          |          |  |

## Personal
| - Eric Clapton – voz, guitarra, guitarra slide. - Andy Fairweather-Low – guitarra. - Doyle Bramhall II – guitarra y guitarra slide. - Jerry Portnoy – armónica. | - Billy Preston – órgano. - Chris Stainton – piano. - Nathan East – bajo. - Steve Gadd – batería. | - Simon Climie – productor musical. - Pino Palladino – bajo (en "Traveling Riverside Blues"). - Jim Keltner – batería (en "Traveling Riverside Blues"). - Alan Douglas - ingeniero de sonido. |

## Posición en listas
| Lista (2004–06)                                | Posición |
| ---------------------------------------------- | -------- |
| Alemania (Media Control Charts)                | 8        |
| Australia (ARIA)                               | 23       |
| Australia (ARIA Jazz/Blues Albums)             | 4        |
| Austria (Ö3 Austria)                           | 5        |
| Bélgica (Ultratop flamenca)                    | 12       |
| Bélgica (Ultratop valona)                      | 16       |
| Canadá (Billboard)                             | 3        |
| Corea del Sur (Gaon)                           | 7        |
| Estados Unidos (Billboard 200)                 | 6        |
| Estados Unidos (Top Blues Albums)              | 1        |
| Estados Unidos (Billboard Top Internet Albums) | 6        |
| Dinamarca (Hitlisten)                          | 9        |
| Europa (IFPI)                                  | 5        |
| España (PROMUSICAE)                            | 7        |
| Finlandia (Suomen Virallinen Lista)            | 11       |
| Francia (SNEP)                                 | 11       |
| Francia (SNEP)                                 | 3        |
| Grecia (IFPI)                                  | 3        |
| Hong Kong (IFPI)                               | 22       |
| Hungría (MAHASZ)                               | 30       |
| Irlanda (IRMA)                                 | 33       |
| Italia (FIMI)                                  | 9        |
| Japón (Oricon)                                 | 8        |
| México (Top 100 México)                        | 9        |
| Nueva Zelanda (Recorded Music NZ)              | 14       |
| Noruega (VG-lista)                             | 14       |
| Países Bajos (Album Top 100)                   | 12       |
| Polonia (ZPAV)                                 | 21       |
| Portugal (AFP)                                 | 27       |
| Reino Unido (UK Albums Chart)                  | 10       |
| República Checa (ČNS IFPI)                     | 41       |
| Sudáfrica (RiSA)                               | 3        |
| Suecia (Sverigetopplistan)                     | 7        |
| Suiza (Schweizer Hitparade)                    | 7        |

## Sessions for Robert J
Sessions for Robert J es el decimoséptimo álbum de estudio del músico británico Eric Clapton, publicado por la compañía discográfica Reprise Records el 7 de diciembre de 2004. La publicación es un proyecto paralelo al álbum Me and Mr. Johnson e incluye diferentes grabaciones de las canciones que Clapton versionó en el disco de estudio. Además de la publicación en CD, la discográfica publicó un DVD homónimo mostrando a Clapton y a su grupo viajando por el Reino Unido y por los Estados Unidos antes y después del Crossroads Guitar Festival de 2004, grabando varias tomas de las canciones de Johnson en video. El álbum incluyó versiones como «From Four 'Til Late», «Terraplane Blues», «Ramblin' on My Mind» y «Sweet Home Chicago», no presentes en Me and Mr. Johnson. Varias canciones son interpretadas a dúo entre Clapton, que toca la guitarra acústica, y Doyle Bramhal II, que toca una guitarra steel o un dobro. Entre las diferentes tomas, Clapton la influencia de Johnson en su música. 

### Trasfondo
En su autobiografía de 2007, Clapton comentó que había pedido a Hiroshi Fujiwara que dirigiera un video para acompañar varias canciones de su álbum Me and Mr. Johnson para su difusión por televisión o por internet. Fujiwara aceptó trabajar con Clapton pero le sugirió que su amigo Stephen Schible, director de Lost in Translation, trabajase con ambos. Cuando Schible aceptó el encargo, decidió realizar una especie de cortometrajes que Clapton había sugerido y rodó un documental completo sobre la influencia de Johnson en Clapton y en otros músicos de blues. Cuando Clapton aceptó y terminó el rodaje para un lanzamiento en DVD, se mostró impresionado con las grabaciones y consintió su publicación.

### Lista de canciones
Todas las canciones escritas y compuestas por Robert Johnson. 
| CD    |                                          |          |  |
| N.º   | Título                                   | Duración |  |
| 1.    | «Sweet Home Chicago»                     | 5:17     |  |
| 2.    | «Milkcow's Calf Blues»                   | 3:49     |  |
| 3.    | «Terraplane Blues»                       | 3:36     |  |
| 4.    | «If I Had Possession Over Judgement Day» | 3:23     |  |
| 5.    | «Stop Breakin' Down Blues»               | 2:56     |  |
| 6.    | «Little Queen of Spades»                 | 5:27     |  |
| 7.    | «Traveling Riverside Blues»              | 4:26     |  |
| 8.    | «Me and the Devil Blues»                 | 2:50     |  |
| 9.    | «From Four Until Late»                   | 3:01     |  |
| 10.   | «Kind Hearted Woman Blues»               | 5:39     |  |
| 11.   | «Ramblin' on My Mind»                    | 2:42     |  |
| 45:38 |                                          |          |  |

| DVD   | |          |  |
| N.º   | Título | Duración |  |
| 1.    | «Kind Hearted Woman Blues» (Session 1 – grabado a las 11:04am el 14 de marzo de 2004 en Hook End Manor, Checkendon, Inglaterra)        | 5:18     |  |
| 2.    | «They're Red Hot» (Session 1 – grabado a las 11:04am el 14 de marzo de 2004 en Hook End Manor, Checkendon, Inglaterra)                 | 3:20     |  |
| 3.    | «Hell Hound on My Trail» (Session 1 – grabado a las 11:04am el 14 de marzo de 2004 en Hook End Manor, Checkendon, Inglaterra)          | 4:49     |  |
| 4.    | «Sweet Home Chicago» (Session 1 – grabado a las 11:04am el 14 de marzo de 2004 en Hook End Manor, Checkendon, Inglaterra)              | 5:51     |  |
| 5.    | «When You Got a Good Friend» (Session 1 – grabado a las 11:04am el 14 de marzo de 2004 en Hook End Manor, Checkendon, Inglaterra)      | 5:01     |  |
| 6.    | «Milkcow's Calf Blues» (Session 2 – grabado a las 10:45am el 2 de junio de 2004 en Las Colinas, Irving, Texas)                         | 3:42     |  |
| 7.    | «If I Had Possession Over Judgement Day» (Session 2 – grabado a las 10:45am el 2 de junio de 2004 en Las Colinas, Irving, Texas)       | 3:17     |  |
| 8.    | «Stop Breakin' Down Blues» (Session 2 – grabado a las 10:45am el 2 de junio de 2004 en Las Colinas, Irving, Texas)                     | 2:52     |  |
| 9.    | «Terraplane Blues» (Session 3 – grabado a las 8:30pm el 3 de junio de 2004 en 508 Park Avenue, Dallas, Texas)                          | 3:30     |  |
| 10.   | «Hell Hound on My Trail» (Session 3 – grabado a las 8:30pm el 3 de junio de 2004 en 508 Park Avenue, Dallas, Texas)                    | 3:20     |  |
| 11.   | «Me and the Devil Blues» (Session 3 – grabado a las 8:30pm el 3 de junio de 2004 en 508 Park Avenue, Dallas, Texas)                    | 2:43     |  |
| 12.   | «From Four Until Late» (Session 3 – grabado a las 8:30pm el 3 de junio de 2004 en 508 Park Avenue, Dallas, Texas)                      | 3:03     |  |
| 13.   | «Love in Vain» (Session 3 – grabado a las 8:30pm el 3 de junio de 2004 en 508 Park Avenue, Dallas, Texas)                              | 3:19     |  |
| 14.   | «Ramblin' on My Mind» (Session 4 – grabado a las 10:16am el 14 de agosto de 2004 en el Hotel Casa del Mar, Santa Mónica (California))  | 2:46     |  |
| 15.   | «Stones in My Passway» (Session 4 – grabado a las 10:16am el 14 de agosto de 2004 en el Hotel Casa del Mar, Santa Mónica (California)) | 2:29     |  |
| 16.   | «Love in Vain» (Session 4 – grabado a las 10:16am el 14 de agosto de 2004 en el Hotel Casa del Mar, Santa Mónica (California))         | 2:53     |  |
| 17.   | «Little Queen of Spades» (Tema extra)                                                                                                  | 5:53     |  |
| 18.   | «Traveling Riverside Blues» (Tema extra)                                                                                               | 4:23     |  |
| 19.   | «Behind the Scenes Footage» (Contenido extra)                                                                                          | 5:04     |  |
| 20.   | «Interviews» (Contenido extra) | n/a      |  |
| 21.   | «Credits» | 6:00     |  |
| 96:54 | |          |  |